# Hermione Baddeley
Hermione Youlanda Ruby Clinton-Baddeley, més coneguda com a Hermione Baddeley, (Broseley, Shropshire, Anglaterra, 13 de novembre de 1906 - Los Angeles, 19 d'agost de 1986) va ser una actriu anglesa.

## Biografia[1]
Va ser descendent del general Henry Clinton, que va lluitar en la Guerra d'Independència dels Estats Units. La seva germana més gran va ser l'actriu Angela Baddeley, coneguda pel seu treball en la sèrie televisiva Upstairs, Downstairs. El primer marit d'Hermione va ser l'Honorable David Pax Tennant, descendent de Guillem I d'Anglaterra i germà gran de Stephen Tennant.
Hermione va ser coneguda per les seves destacades interpretacions com a actriu secundària en llargmetratges com Mary Poppins (com Ellen, la donzella), The Belles of St. Trinian's, The Unsinkable Molly Brown, Passport to Pimlico, The Pickwick Papers, Tom Brown's Schooldays i Scrooge, encara que els seus primers títols daten de la dècada de 1920. A més, va tenir un paper destacat a Brighton Rock (1947).
Va ser nominada a l'Oscar a la millor actriu secundària pel seu treball al costat de Simone Signoret a la pel·lícula dirigida per Jack Clayton Un lloc a dalt de tot (1959). Amb menys de tres minuts en pantalla, la seva és la interpretació més curta nominada a un premi de l'Acadèmia. Igualment, el 1963 va ser nominada a un Tony a la millor actriu pel seu treball a The Milk Train Doesn't Stop Here Anymore.
D'altra banda, les seves actuacions televisives van ajudar a incrementar la seva popularitat; a més de molts papers com a artista convidada, es va fer coneguda per als espectadors dels Estats Units pels seus treballs en les sèries Little House on the Prairie, Maude i Bewitched.
Cap al final de la seva carrera, Baddeley va ser també una cotitzada actriu de veu, destacant entre els seus treballs Els aristogats i The Secret of NIMH.
Va continuar treballant esporàdicament per a la televisió i el cinema fins i tot poc abans de la seva mort als 79 anys, a causa d'un ictus el 1986, a Los Angeles, Califòrnia. Baddeley va ser enterrada a Amesbury, Anglaterra.

## Filmografia[3]
- 1927: A Daughter in Revolt: Calamity Kate
- 1928: The Guns of Loos: Mavis
- 1930: Caste: Polly Eccles
- 1935: Royal Cavalcade: Barmaid
- 1941: Kipps: Miss Meryle
- 1947: Brighton Rock: Ida Arnold
- 1947: It always rains on Sunday de Robert Hamer: Directora de l'asil
- 1948: No Room at the Inn: Sra. Waters
- 1948: Quartet: Beatrice Sunbury (segment The Kite)
- 1949: Passport to Pimlico: Edie Randall
- 1949: Dear Mr. Prohack: Eve Prohack
- 1950: The Woman in Question: Sra. Finch
- 1951: There Is Another Sun: Sarah
- 1951: Tom Brown's Schooldays: Sally Harrowell
- 1951: Hell Is Sold Out: Sra. Louise Menstrier
- 1951: Scrooge: Mrs. Cratchit
- 1952: Cosh Boy: Sra. Collins
- 1952: Song of Paris: Sra. Ibbetson
- 1952: Time Gentlemen Please!: Emma Stebbins
- 1952: The Pickwick Papers: Sra. Bardell
- 1953: Counterspy: Del Mar
- 1954: The Belles of St. Trinian's: Miss Drownder
- 1956: Women Without Men: Grace
- 1958: Rag Doll: Princess
- 1959: Un lloc a dalt de tot (Room at the Top): Elspeth
- 1959: Jet Storm: Sra. Satterly
- 1960: Let's Get Married: Sra. O'Grady
- 1960: Expresso Bongo: Penelope
- 1960: Midnight Lace: Dora Hammer
- 1961: Information Received: Maudie
- 1964: The Unsinkable Molly Brown: Buttercup Grogan
- 1964: Mary Poppins: Ellen
- 1965: Harlow: Marie Dressler
- 1965: Marriage on the Rocks: Jeannie MacPherson
- 1965: Do Not Disturb: Vanessa Courtwright
- 1967: The Adventures of Bullwhip Griffin: Irene Chesney
- 1967: The Happiest Millionaire: Sra. Worth
- 1970: Els Aristogats (The Aristocats): Adelaide (veu)
- 1972: Up the Front: Monique
- 1974: El molí negre (The Black Windmill): Hetty
- 1979: C.H.O.M.P.S.: Mrs. Flower
- 1980: There Goes the Bride: Daphne Drimond
- 1982: The Secret of NIMH: Tatie (veu)
- 1983: The Last Leaf: Sra. McCleary

### Televisió
- 1937: Pasquinade
- 1960: An Age of Kings: Doll Tearsheet
- 1964: The Cara Williams Show: Martha Burkhardt
- 1967: Before the Fringe
- 1971: The Good Life: Grace Dutton
- 1972: Call Holme: Nora Benedict
- 1972: Maude: Nell Naugatuck
- 1977 - 1979: Little House on the Prairie: Kezia (Temporada 4, episodi 1 (Castoffs): Kezia + Temporada 4, episodi 4 (The Handyman): Kezia + Temporada 5, episodi 20 (The Lake Kezia Monster))
- 1983: I Take These Men: Sra. Lomax
- 1983: This Girl for Hire: Edwina Gaylord
- 1985: Shadow Chasers: Melody Lacey

## Premis i nominacions

### Nominacions
- 1959: BAFTA a la millor actriu britànica per Un lloc a dalt de tot
- 1960: Oscar a la millor actriu secundària per Un lloc a dalt de tot
- 1963: Premi Tony a la millor actriu principal en obra de teatre per The Milk Train Doesn't Stop Here Anymore